# Fernand Lepage
Pour les articles homonymes, voir Lepage.
Fernand Marie Gustave Edmond Lepage est un avocat, magistrat, magistrat militaire et homme d’état belge né à Grammont (ou Geraardsbergen) le 16 décembre 1905 et mort à Bruxelles le 16 février 1996. Il est essentiellement connu pour son rôle d’Administrateur de la Sûreté de l’État durant la Seconde Guerre mondiale.

## Biographie

### Enfance et formation
Fernand Lepage naît à Grammont le 16 décembre 1905 dans un foyer à conviction catholique. Il est le troisième enfant de Léona Doutreligne et d’Edmond Lepage, son père, qui travaille dans l’entreprise de textile de la commune.
La Première Guerre mondiale conduit la famille à se réfugier en Angleterre, où Lepage termine ses années de primaires et entame ses secondaires. Là-bas, il acquiert une connaissance de la langue et de la culture anglaise qui joueront un grand rôle dans sa nomination au poste d’Administrateur de la Sûreté de l’État. Au terme du conflit, la famille retourne à Grammont, où Lepage termine ses études secondaires.
Il poursuit ses études à l’ULB, où il obtient un doctorat en droit au tout début des années 1930.

### Vie professionnelle et familiale avant la Seconde Guerre Mondiale
Une fois son diplôme obtenu, il s’inscrit comme avocat au barreau de Bruxelles (à Berchem-Sainte-Agathe), où il s’installe au début des années 1930. Petit à petit, il gravit les échelons, devenant substitut de complément (le 15 novembre 1933), premier substitutdu procureur du roi au tribunal de première instance de Bruxelles.
Dans les mois précédant la Deuxième Guerre Mondiale, il est nommé substitut auprès de l’auditeur militaire pour ce qui concerne la répression des atteintes à la sûreté extérieure de l’état belge.
Parallèlement à cette ascension professionnelle, Fernand Lepage fonde une famille à la sortie de ses études : il épouse Marie-Josèphe Brocorens à Grammont le 27 février 1934. De leur union naîtront trois enfants, deux filles et un garçon. Toute sa famille l’accompagnera à Londres pendant la Seconde Guerre mondiale, où naîtra leur troisième enfant, en 1942 à Reigate.

### Carrière et vie pendant la Seconde Guerre Mondiale
Il suit le gouvernement belge lors de son exil vers la France et rallie l’Angleterre via Lisbonne avec sa famille, le 5 novembre 1940, quelques jours après l’arrivée de Spaak et Pierlot. Là-bas, Fernand Lepage encourage Hubert Pierlot à recréer une Sûreté de l’État, et se propose d’en occuper le poste d’Administrateur. L’institution serait chargée de renouer contact avec le territoire occupé, notamment pour permettre au "Gouvernement des Quatre" (composé de Gutt, de Vleeschauwer, Pierlot et Spaak) d’avoir une idée de sa popularité en territoire occupé : sa légitimité étant à ce moment-là fort fragile. En effet, Pierlot et les trois autres ministres sont discrédités par leur soutien affiché au Roi. Lepage doit donc recréer un service de renseignement à partir de rien, avec des moyens alors limités.
C'est pendant ces années londoniennes que naît la seconde fille de Fernand Lepage, en 1942 à Reigate, près de Londres.

### Retour à une vie normale: la vie de Lepage à la Libération
Après la Libération, Fernand Lepage transfère immédiatement ses services à Bruxelles. Comme de nombreux collaborateurs londoniens, Fernand Lepage quitte ses attributions à la Sûreté de l'État (il est remplacé par Paul Bihin) en novembre 1944. Il reprend aussitôt sa carrière dans la magistrature en s'inscrivant en tant qu'avocat à la Cour d'Appel au barreau de Gand . En 1947, il sera nommé au conseil de État., où il termine sa carrière en tant que Premier Président, en 1975.
Il fut également président de L'Œuvre nationale des anciens combattants et des victimes de guerre et assura la présidence de l'association de l'Ordre de Léopold, jusqu'en 1995.
Resté catholique toute sa vie, Fernand Lepage s'éteint le 16 février 1996 à Bruxelles. Il est aujourd'hui enterré dans le caveau de sa famille, à Grammont.

## Années à la Sûreté de l'État
En mars 1940, on réorganise la Sûreté Publique, qui devient Sûreté de l’État en mars 1940. Alors dirigée par Robert de Foy, l'institution est chargée de surveiller les dangers extérieurs, et reprend donc le contre-espionnage jusque-là rattaché à la seconde section.
Après la défaite de mai 1940, les hauts responsables de la Sûreté, dont de Foy, sont capturés. Il ne reste donc rien de la Sûreté de l’État belge au lendemain de l'invasion allemande.
Plusieurs facteurs permettent d’expliquer le choix de Lepage à la tête de cette institution : non seulement il participe à sa réédification, mais il a en plus acquis une certaine expérience en matière de contre-espionnage durant sa carrière d’auditeur général. Il est ainsi parmi les plus qualifiés en place à Londres et dispose en outre de contacts et d’une bonne maîtrise de la langue anglaise grâce à l'exil londonien que lui imposa la Première Guerre mondiale durant son enfance. A Roger Taymans, qui lui propose une affectation dans les services secrets, il écrivit: « Le service de renseignements que j’envisage n’aura dès lors pas pour effet principal de rechercher des renseignements d’ordre militaire. Sa tâche sera infiniment plus vaste et plus délicate : il s’agira de recueillir au jour le jour les éléments qui devront permettre au gouvernement d’établir son diagnostic sur l’état de la Belgique et de ses nationaux, de ses occupants et ennemis, voire de ses amis ». 
Il sera ainsi nommé administrateur ad interim et auditeur général faisant fonction le 19 novembre 1940, la Sûreté étant placé sous la juridiction du ministère de la Justice. La tâche de Lepage est double : il doit renouer contact avec le pays occupé et y faciliter la tâche des mouvements de résistance. Par la suite, il sera également chargé d’enquêter sur des particuliers demandant d’aider le gouvernement de Londres afin de pouvoir donner au Conseil des ministres toutes les informations nécessaires pour accepter, ou non, cette aide.
Au printemps 1941, Lepage, sur le modèle britannique comme à structurer son service en différentes sections: le renseignement, l'action, la guerre politique, l'évacuation, la sûreté.
- Le bureau de renseignements et d'action. Tout à fait central dans le devenir de la Sûreté, il fut le premier à être opérationnel parce qu'il était primordial d'obtenir des informations en provenance de la Belgique mais aussi, de pouvoir faire parvenir des messages sur le territoire. À la fin de la guerre, ce ne seront pas moins de 27 stations-radio qui furent disséminées sur l'ensemble du pays. Les informations collectées étaient partagées avec les services secrets britanniques, l'Intelligence service avec lesquels, sous l'action de Lepage, les relations étaient excellentes. À l'été 1942, c'est le lieutenant de réserve Jean Nicodème qui prend la tête de la section[20]. Le 17 juin 1943, William Ugeux est nommé directeur général du Renseignement et de l'Action[21].

- La section opérationnelle chargée de la guerre politique est dirigée, quant à elle, par un avocat, capitaine réserviste: Georges Aronstein. La création de cette section, en août 1941 correspond à la création du service anglais correspondant: le Political Warfare Executive (PWE) qui se détache à cette époque du Special Operations Executive (SOE). Les missions centrales de ce services étaient bien sûr la propagande en territoire occupé mais aussi la lutte contre les régimes de travail obligatoire (STO) mis en place par l'occupant. En août 1943, le manque de moyen de la section et l'échec de plusieurs missions mine le moral des troupes. C'est à ce moment que sont lancées différentes missions (Réseaux Socrate, Samoyède…) qui connaîtront un succès retentissant en permettant, par exemple, de prendre en charge le financement de dizaines de milliers de réfractaires au travail obligatoire grâce à l'emprunt Socrate et à l'aide des mouvements de résistance et organisations de travailleurs (JOC, syndicats,etc) pour assurer la répartition équitable des fonds. .

- Créée au sein de la section de renseignement, la cellule évacuation deviendra une cellule à part entière en novembre 1942. Lepage place à sa tête Pierre Vandermies. Il s'agit d'organiser les filières d'exfiltration des pilotes alliés tombés en territoire occupé et de pourvoir à l'évacuation des résistants dont la couverture était tombée. La section travaille de concert avec son homologue britannique: le MI-9.

- La section opérationnelle Action s'occupe des actions de sabotage et de la coordination de la résistance armée. Elle est mise sur pied en décembre 1942. À sa tête, un industriel belgo-britannique: Idesbald Floor.

- La section de la Sûreté ou de la Police judiciaire étant chargée du contre-espionnage et de la répression de la collaboration est probablement déjà opérationnelle début 1941. À sa tête on retrouve le directeur général Roost et son adjoint, le commissaire principal Gustave Hellebuyck. La section travaille avec le MI-5 et la Special Branch de Scotland Yard.

Pour peupler ces sections, Lepage engage dans un premier temps des hommes qu’il connaît et en qui il sait pouvoir faire confiance. 
En juin 1943, Ganshof van der Meesch quitte la Belgique après deux détentions et rejoint le gouvernement à Londres, où il sera nommé Auditeur général de la Sûreté de l’État (poste jusque-là occupé par Lepage). il se place ainsi de facto au-dessus de Lepage, qui voit sa marge de manœuvre considérablement réduite notamment en matière de recrutement, car une fois au poste, il engage personnellement une série de juristes restés à Bruxelles, pas forcément connus de Lepage.
Avec le débarquement, Lepage sent que la guerre touche à sa fin et adresse à Hubert Pierlot un mémorandum où il reprend toute une série de considérations qu’il juge indispensable pour l’avenir du pays. Cette lettre semble indiquer qu’il envisage déjà à ce moment de quitter son poste une fois la Belgique libérée.

## Reconnaissances
En 1976, Fernand Lepage reçut concession de noblesse héréditaire, avec le titre personnel de baron.